# Leichtathletik-Weltmeisterschaften 2022/1500 m der Männer

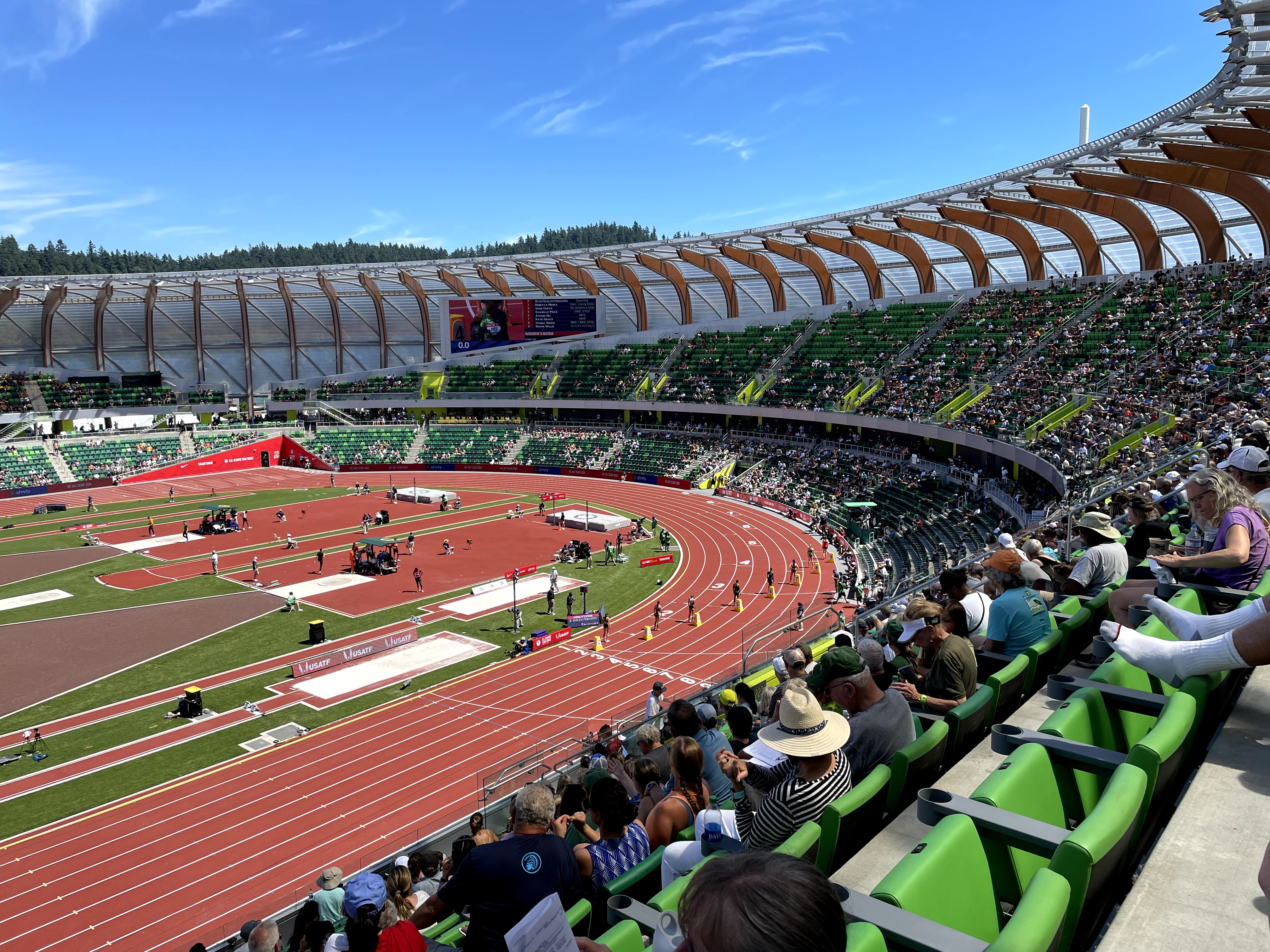
Das Stadion New Hayward Field im Jahr 2021

Der 1500-Meter-Lauf der Männer bei den Leichtathletik-Weltmeisterschaften 2022 wurde vom 16. bis 19. Juli 2022 im Hayward Field der Stadt Eugene in den Vereinigten Staaten ausgetragen.
Überraschend wurde der Brite Jake Wightman Weltmeister. Er gewann vor dem Norweger Jakob Ingebrigtsen, der fünf Tage später das Rennen über 5000 Meter für sich entschied. Bronze ging an den Spanier Mohamed Katir.

## Bestehende Rekorde
| Weltrekord | Hicham El Guerrouj | 3:26,00 min | Rom, Italien        | 14. Juli 1998   |
| WM-Rekord  | Hicham El Guerrouj | 3:27,65 min | WM Sevilla, Spanien | 24. August 1999 |

Der bestehende WM-Rekord wurde bei diesen Weltmeisterschaften nicht erreicht. Die schnellste Zeit erzielte der britische Weltmeister Jake Wightman im Finale mit 3:29,73 min. Damit verfehlte er den Rekord um 2,08 Sekunden. Zum Weltrekord fehlten ihm 3,73 Sekunden. Jake Wightman stellte mit seiner Siegerzeit eine neue Weltjahresbestleistung auf.

## Vorrunde
16. Juli 2022, 18:30 Uhr
Die Vorrunde wurde in drei Läufen durchgeführt. Die ersten sechs Athleten pro Lauf – hellblau unterlegt – sowie die darüber hinaus sechs zeitschnellsten Läufer – hellgrün unterlegt – qualifizierten sich für das Halbfinale.

### Vorlauf 1

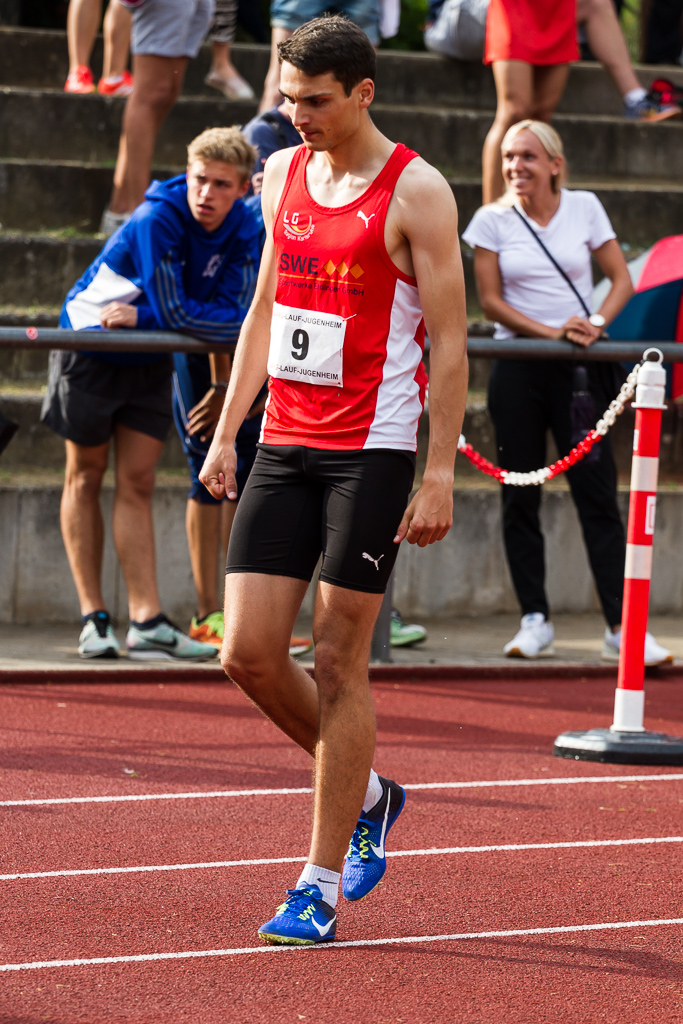
Christoph Kessler – ausgeschieden als Zehnter des ersten Vorlaufs

16. Juli 2022, 18:30 Uhr Ortszeit (17. Juli 2022, 3:30 Uhr MESZ)
| Platz | Name              | Nation         | Zeit (min) |
| ----- | ----------------- | -------------- | ---------- |
| 1     | Oliver Hoare      | Australien     | 3:36,17    |
| 2     | Samuel Tefera     | Äthiopien      | 3:36,35    |
| 3     | Andrew Coscoran   | Irland         | 3:36,36    |
| 4     | Timothy Cheruiyot | Kenia          | 3:36,41    |
| 5     | Charles Grethen   | Luxemburg      | 3:36,51    |
| 6     | Neil Gourley      | Großbritannien | 3:36,54    |
| 7     | Ignacio Fontes    | Spanien        | 3:36,69    |
| 8     | Michał Rozmys     | Polen          | 3:36,76    |
| 9     | Cameron Proceviat | Kanada         | 3:37,43    |
| 10    | Christoph Kessler | Deutschland    | 3:37,57    |
| 11    | Abdelatif Sadiki  | Marokko        | 3:37,76    |
| 12    | Ryan Mphahlele    | Südafrika      | 3:39,17    |
| 13    | Cooper Teare      | USA            | 3:41,15    |
| 14    | Abraham Guem      | Südsudan       | 3:43,47    |

### Vorlauf 2

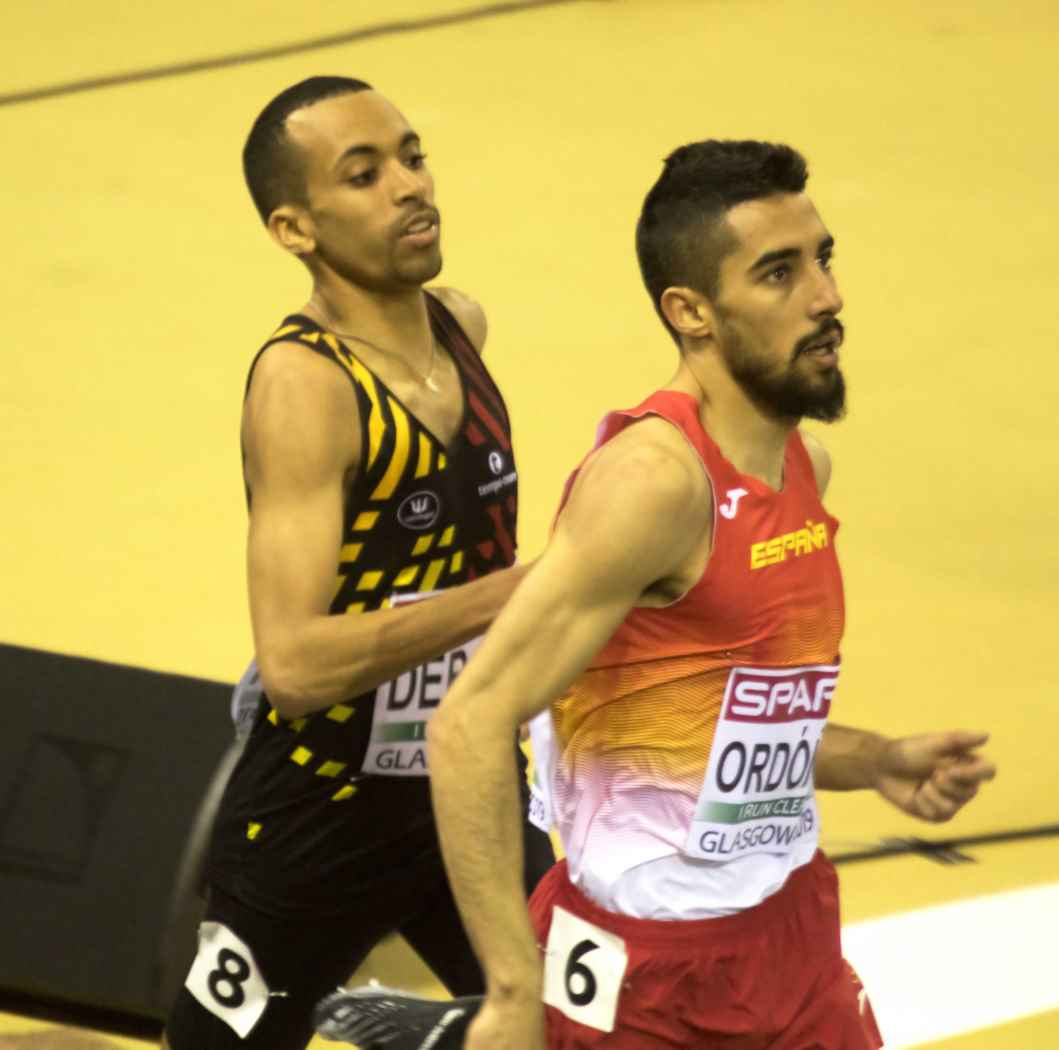
Ismael Debjani (links) – ausgeschieden als Zwölfter des zweiten Vorlaufs
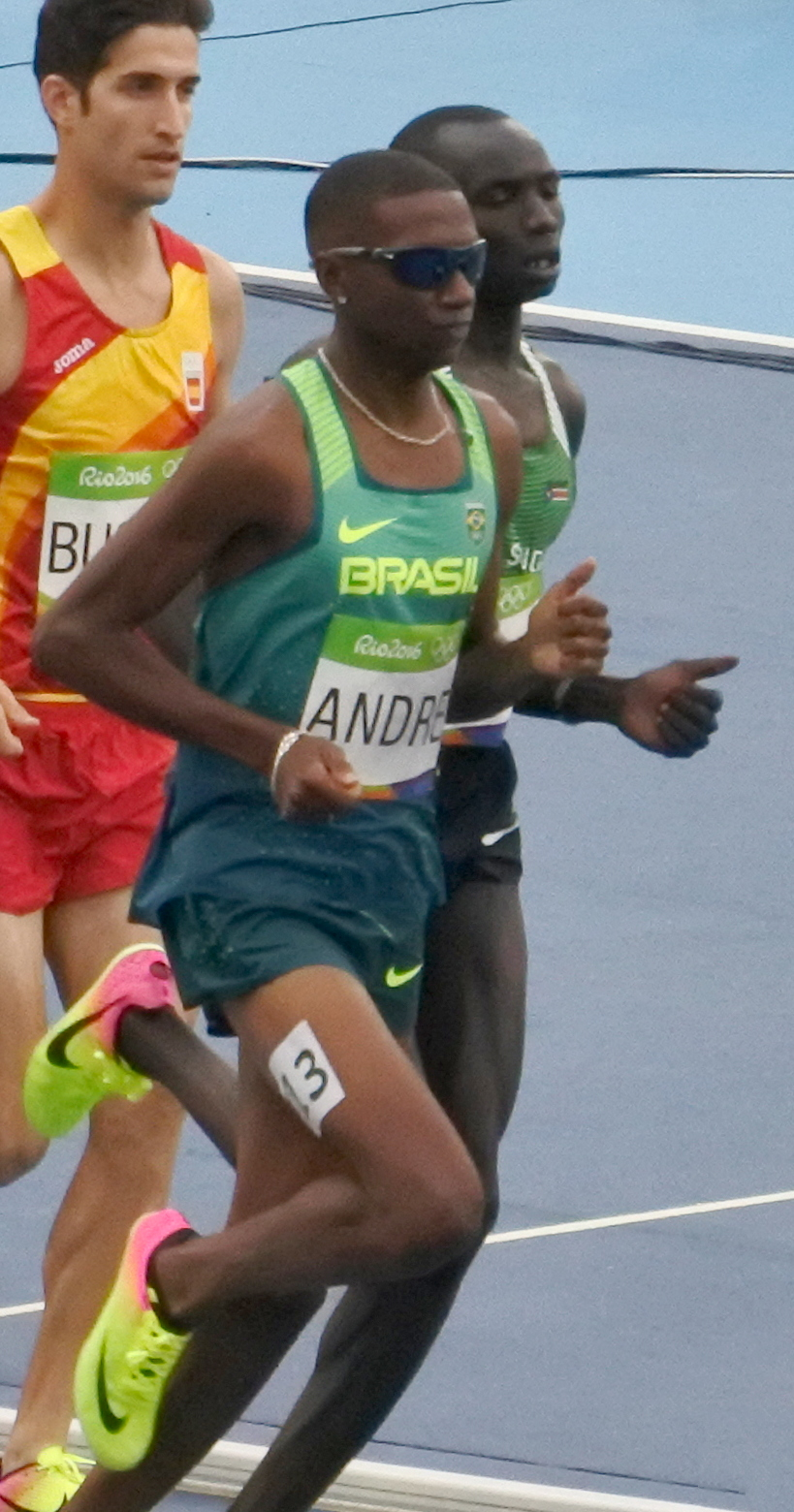
Der eigentlich gemeldete Thiago André (hier in führender Position) trat im zweiten Vorlauf nicht an

16. Juli 2022, 18:41 Uhr Ortszeit (17. Juli 2022, 3:41 Uhr MESZ)
| Platz | Name                        | Nation         | Zeit (min) |
| ----- | --------------------------- | -------------- | ---------- |
| 1     | Stewart McSweyn             | Australien     | 3:34,91    |
| 2     | Charles Philibert-Thiboutot | Kanada         | 3:35,02    |
| 3     | Jakob Ingebrigtsen          | Norwegen       | 3:35,12    |
| 4     | Jake Wightman               | Großbritannien | 3:35,31    |
| 5     | Mario García                | Spanien        | 3:35,43    |
| 6     | John Gregorek               | USA            | 3:35,65    |
| 7     | Santiago Catrofe            | Uruguay        | 3:35,86    |
| 8     | Teddese Lemi                | Äthiopien      | 3:36,24    |
| 9     | Kumari Taki                 | Kenia          | 3:36,47    |
| 10    | Charles Cheboi Simotwo      | Kenia          | 3:37,66    |
| 11    | Anass Essayi                | Marokko        | 3:38,60    |
| 12    | Ismael Debjani              | Belgien        | 3:39,96    |
| 13    | Isaac Nader                 | Portugal       | 3:42,81    |
| DNS   | Thiago André                | Brasilien      |            |

### Vorlauf 3
16. Juli 2022, 18:52 Uhr Ortszeit (17. Juli 2022, 3:52 Uhr MESZ)
| Platz | Name                 | Nation         | Zeit (min) |
| ----- | -------------------- | -------------- | ---------- |
| 1     | Josh Kerr            | Großbritannien | 3:38,94    |
| 2     | Joshua Thompson      | USA            | 3:39,10    |
| 3     | Abel Kipsang         | Kenia          | 3:39,11    |
| 4     | William Paulson      | Kanada         | 3:39,21    |
| 5     | Samuel Tanner        | Neuseeland     | 3:39,33    |
| 6     | Mohamed Katir        | Spanien        | 3:39,45    |
| 7     | Ruben Verheyden      | Belgien        | 3:39,46    |
| 8     | Filip Sasínek        | Tschechien     | 3:39,47    |
| 9     | Matthew Ramsden      | Australien     | 3:39,83    |
| 10    | Ferdinand Kvan Edman | Norwegen       | 3:39,92    |
| 11    | Elhassane Moujahid   | Marokko        | 3:39,98    |
| 12    | Samuel Zeleke        | Äthiopien      | 3:40,77    |
| 13    | Ronald Musagala      | Uganda         | 3:40,87    |
| 14    | Jerwand Mkrttschjan  | Armenien       | 3:42,37    |

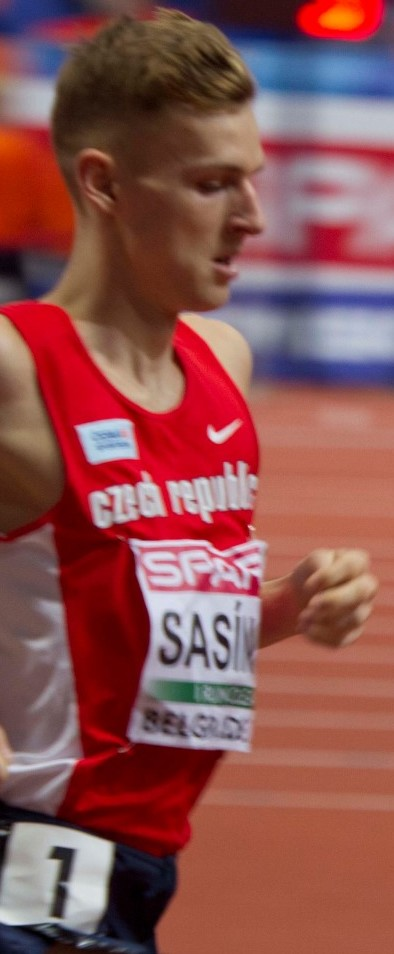
Filip Sasínek – ausgeschieden als Achter des dritten Vorlaufs

Weitere im dritten Vorlauf ausgeschiedene Wettbewerber:

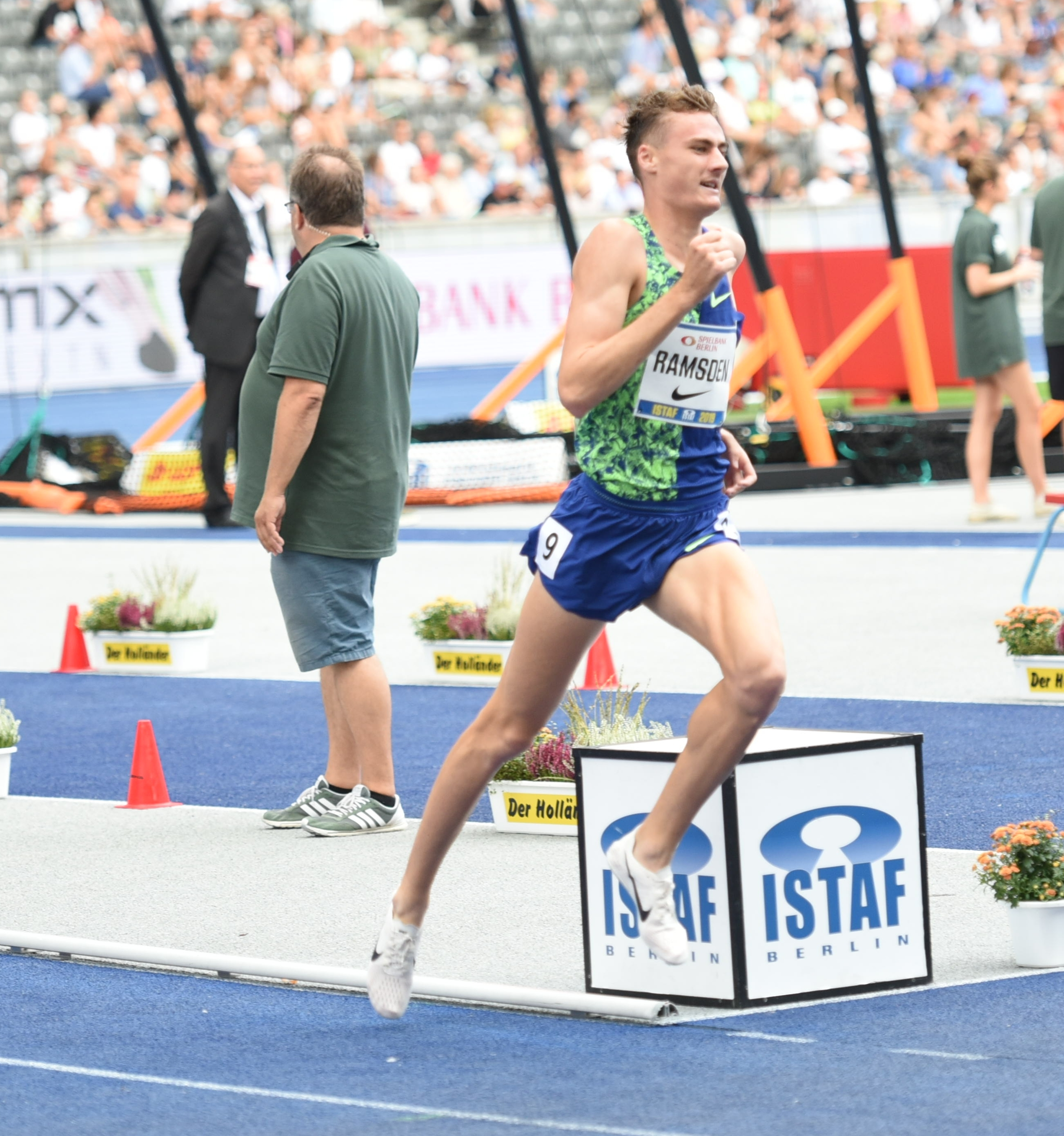
Matthew Ramsden – Rang neun
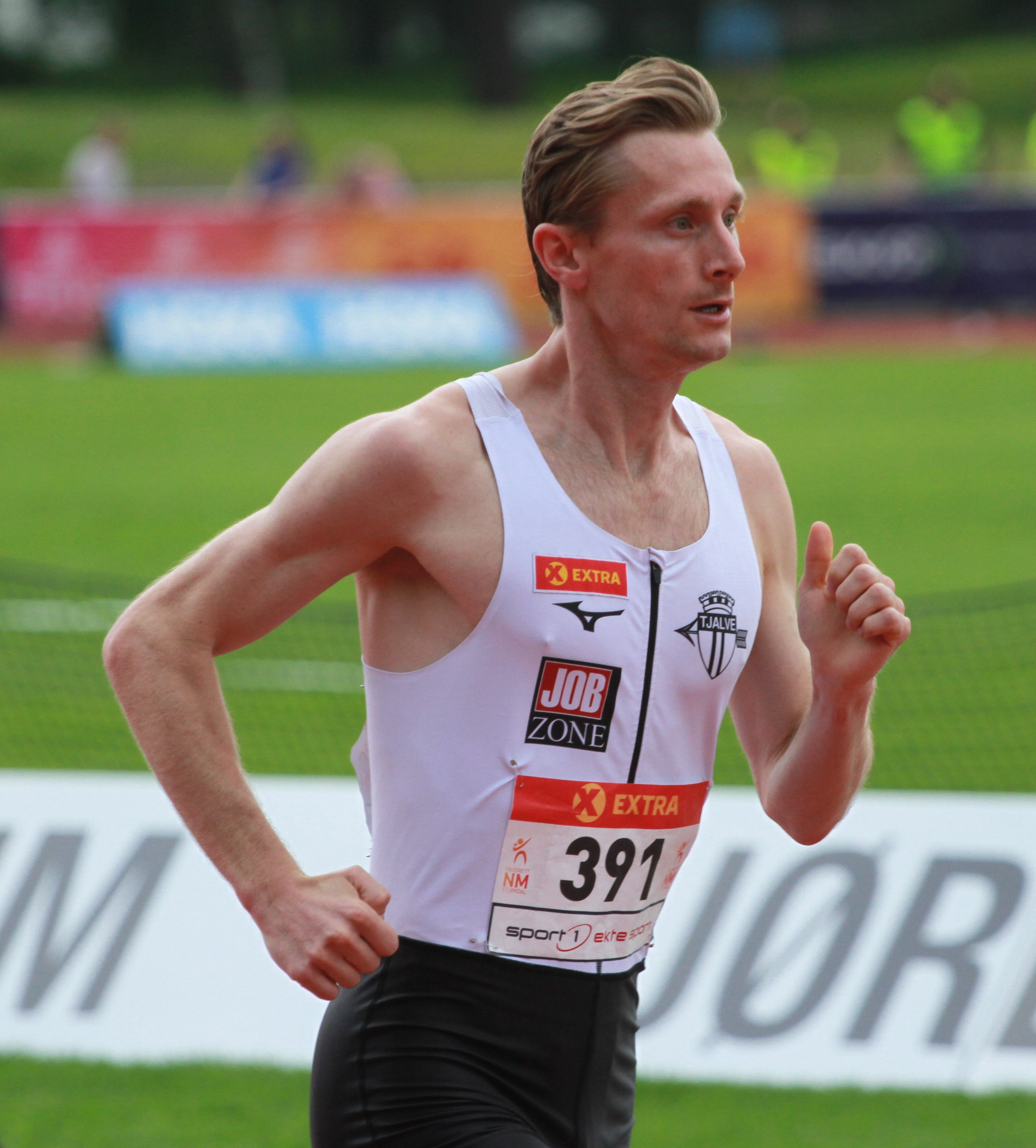
Ferdinand Kvan Edman – Rang zehn
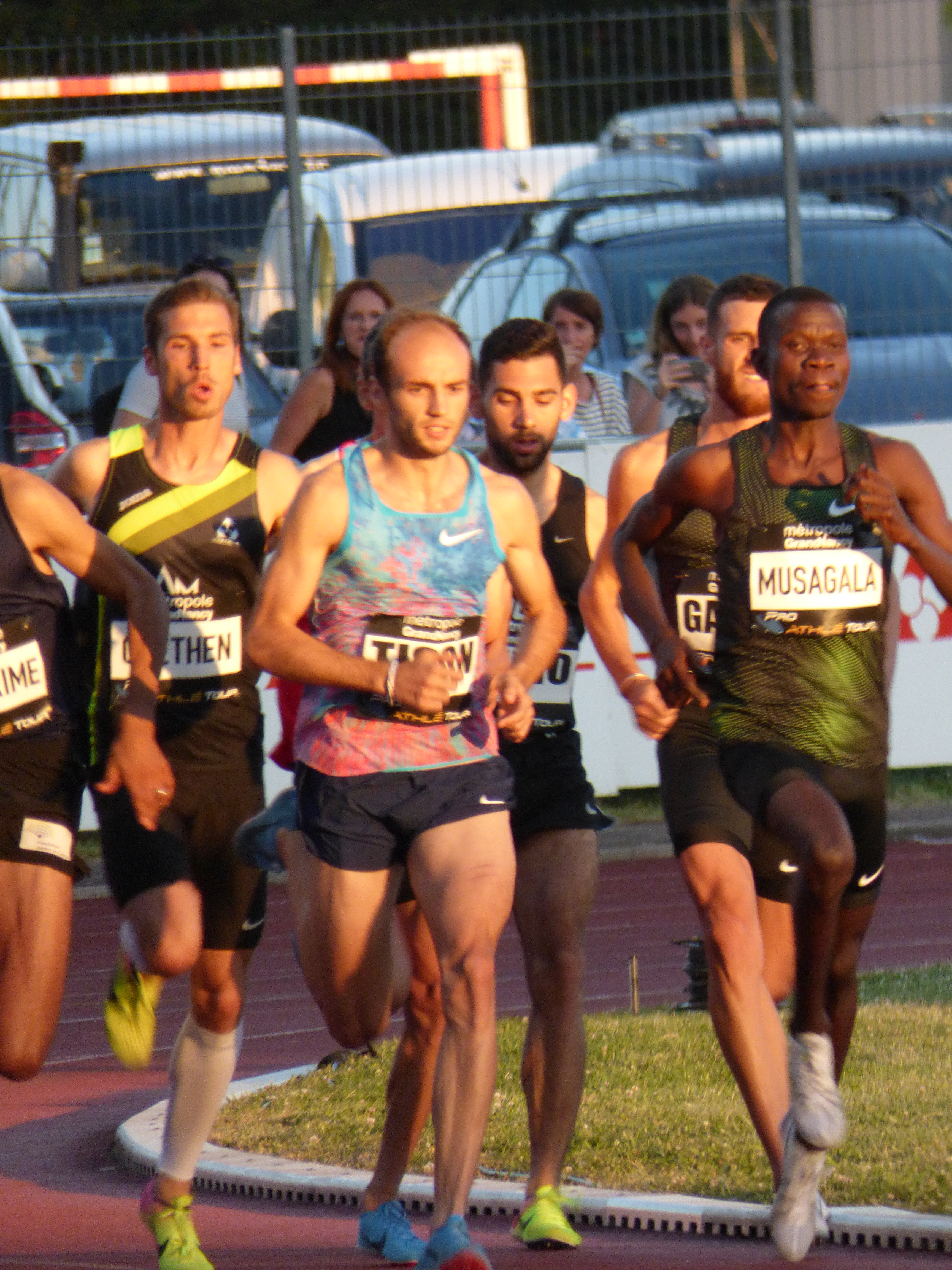
Ronald Musagala (vorne rechts) – Rang dreizehn
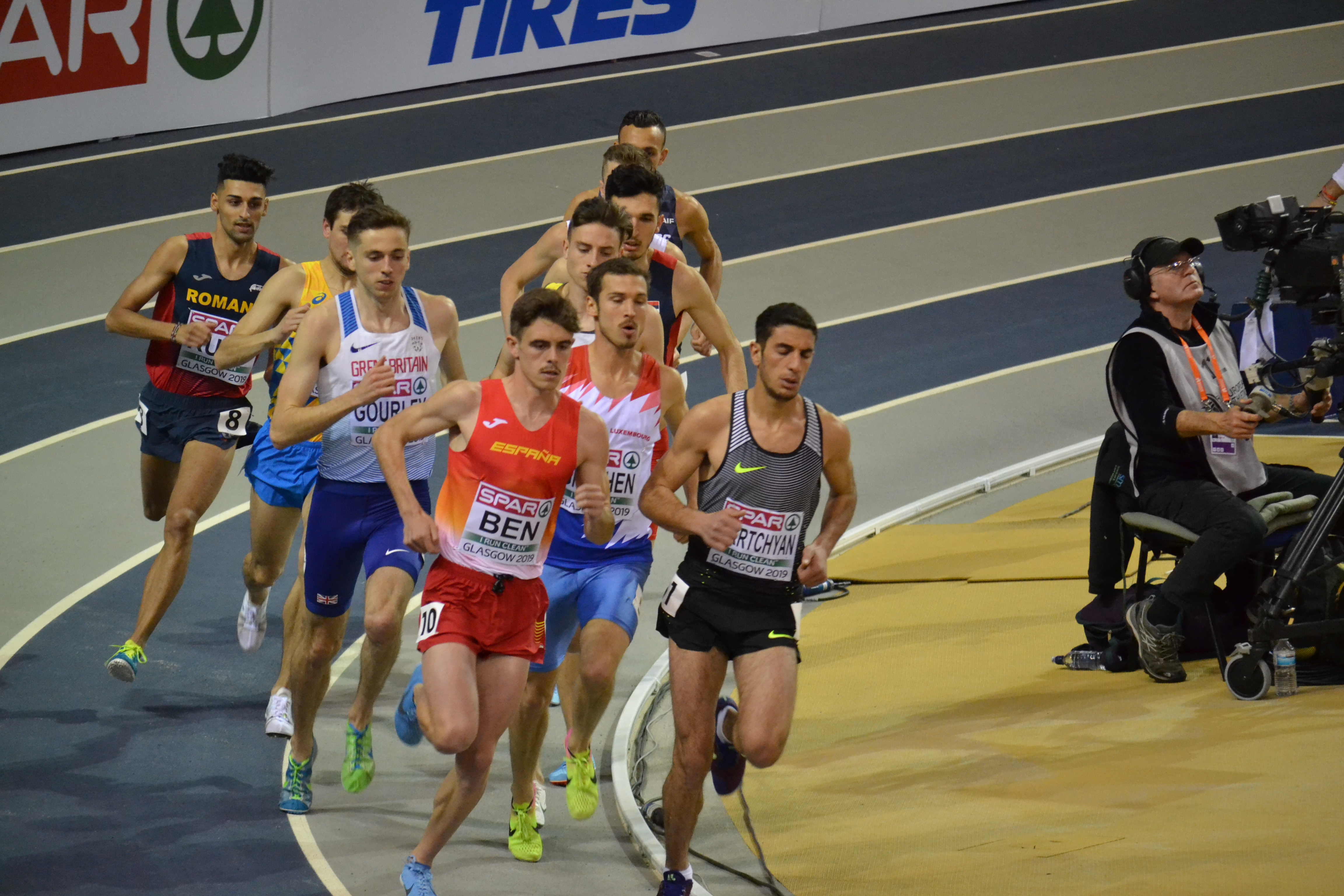
Jerwand Mkrttschjan (als Führender in einem Hallenrennen) – Rang vierzehn

## Halbfinale
17. Juli 2022, 19:00 Uhr
In den beiden Halbfinalläufen qualifizierten sich die jeweils ersten fünf Athleten – hellblau unterlegt – sowie die darüber hinaus zwei zeitschnellsten Läufer – hellgrün unterlegt – für das Finale.

### Halbfinallauf 1
17. Juli 2022, 19:00 Uhr Ortszeit (18. Juli 2022, 4:00 Uhr MESZ)
| Platz | Name                        | Nation         | Zeit (min) |
| ----- | --------------------------- | -------------- | ---------- |
| 1     | Josh Kerr                   | Großbritannien | 3:36,92    |
| 2     | Mario García                | Spanien        | 3:37,01    |
| 3     | Jakob Ingebrigtsen          | Norwegen       | 3:37,02    |
| 4     | Timothy Cheruiyot           | Kenia          | 3:37,04    |
| 5     | Ignacio Fontes              | Spanien        | 3:37,21    |
| 6     | Neil Gourley                | Großbritannien | 3:37,22    |
| 7     | Charles Philibert-Thiboutot | Kanada         | 3:37,29    |
| 8     | John Gregorek               | USA            | 3:37,35    |
| 9     | Samuel Tefera               | Äthiopien      | 3:37,71    |
| 10    | Oliver Hoare                | Australien     | 3:38,36    |
| 11    | Charles Grethen             | Luxemburg      | 3:40,41    |
| 12    | Andrew Coscoran             | Irland         | 3:44,66    |

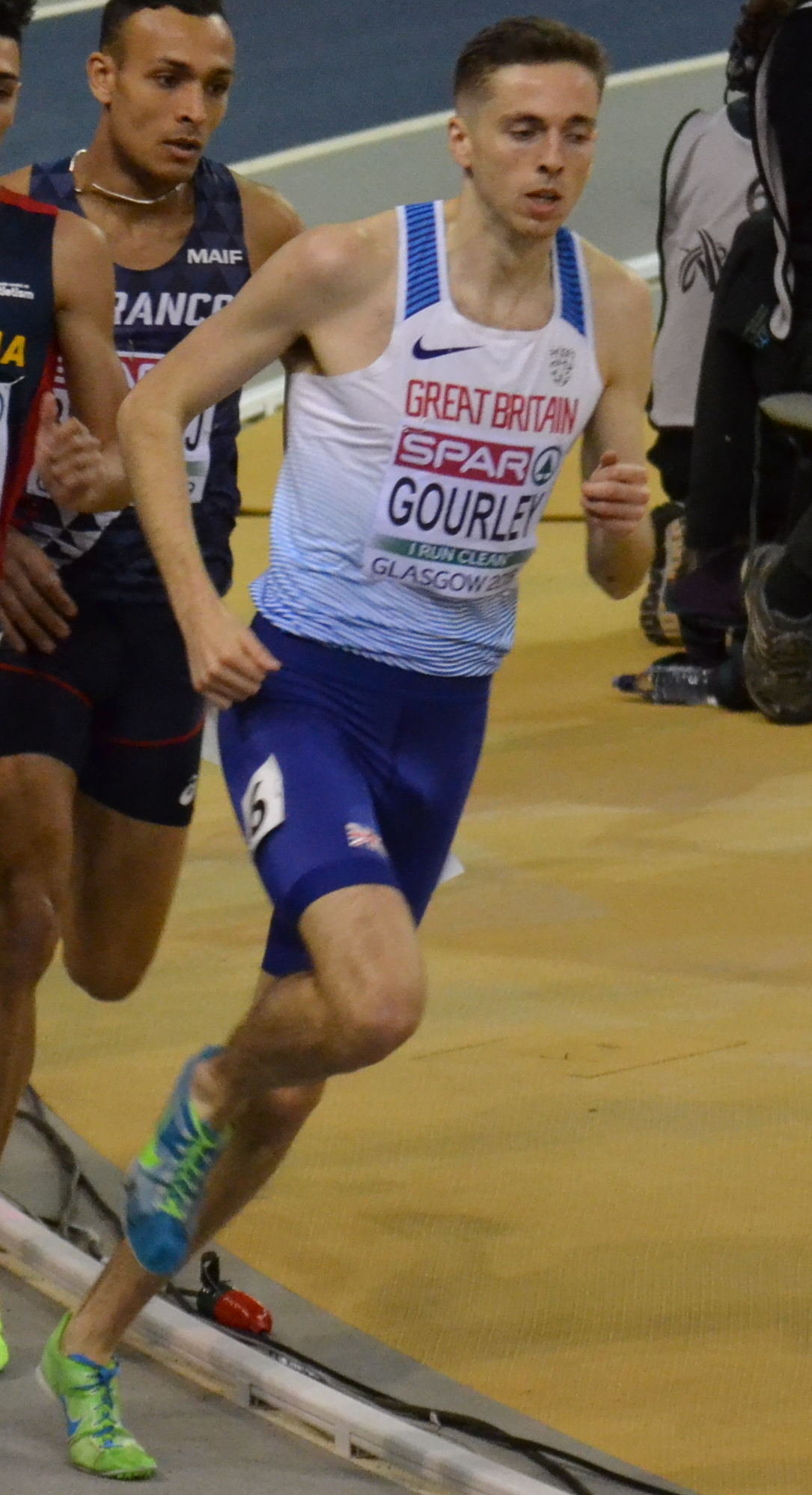
Neil Gourley – ausgeschieden als Sechster des ersten Halbfinals

Weitere im ersten Halbfinale ausgeschiedene Teilnehmer:

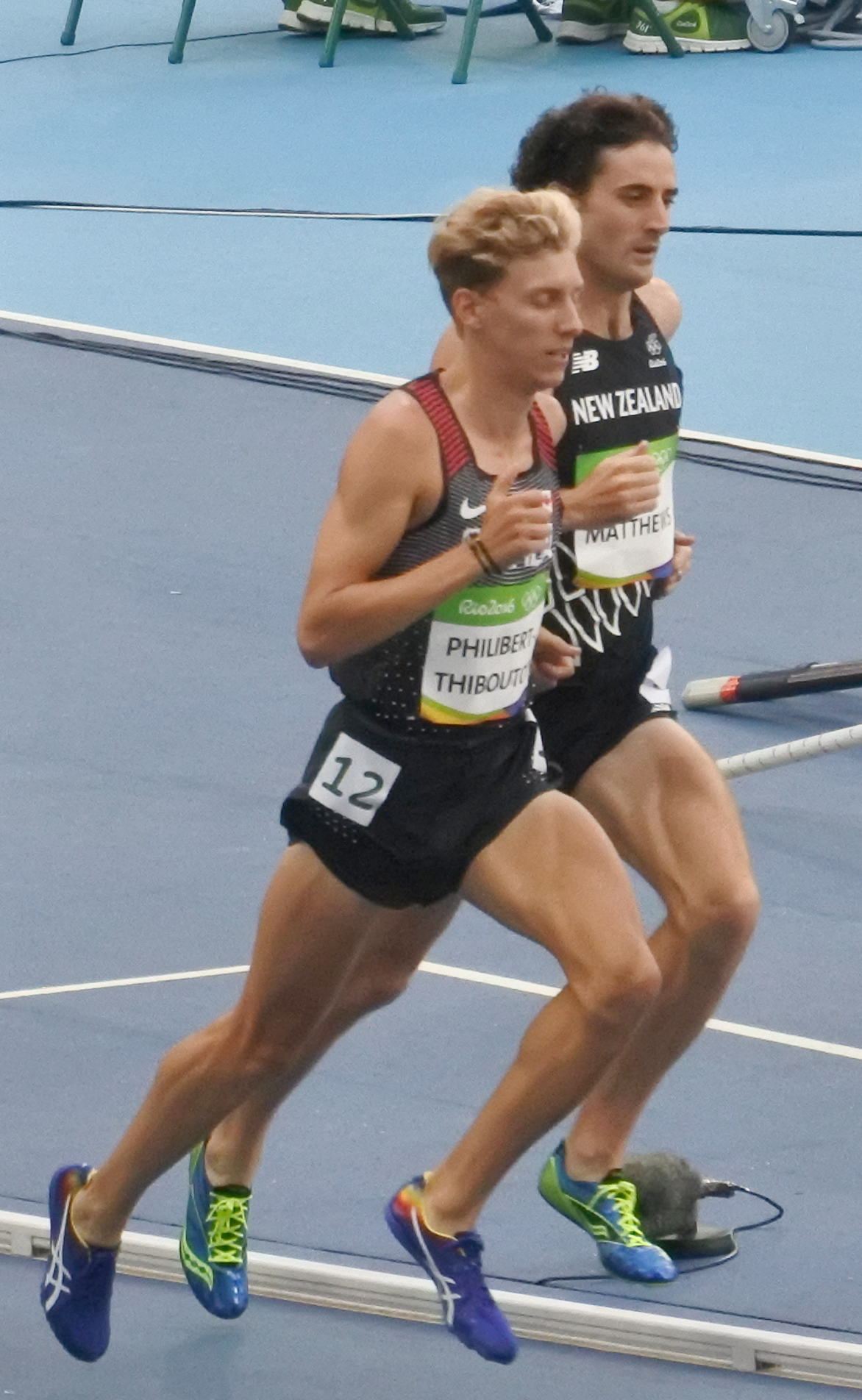
Charles Philibert-Thiboutot (links) – Rang sieben
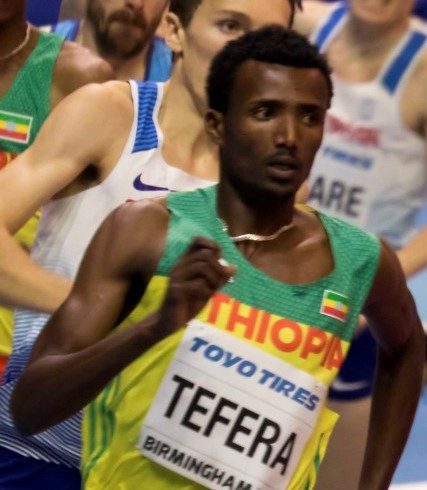
Samuel Tefera – Rang neun
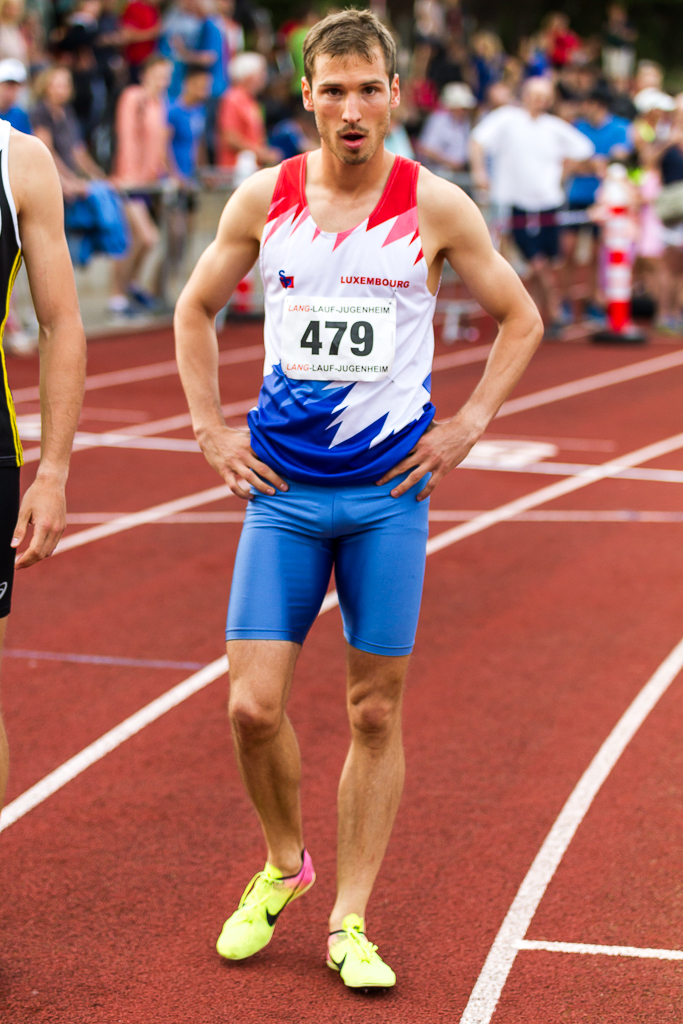
Charles Grethen – Rang elf

### Halbfinallauf 2

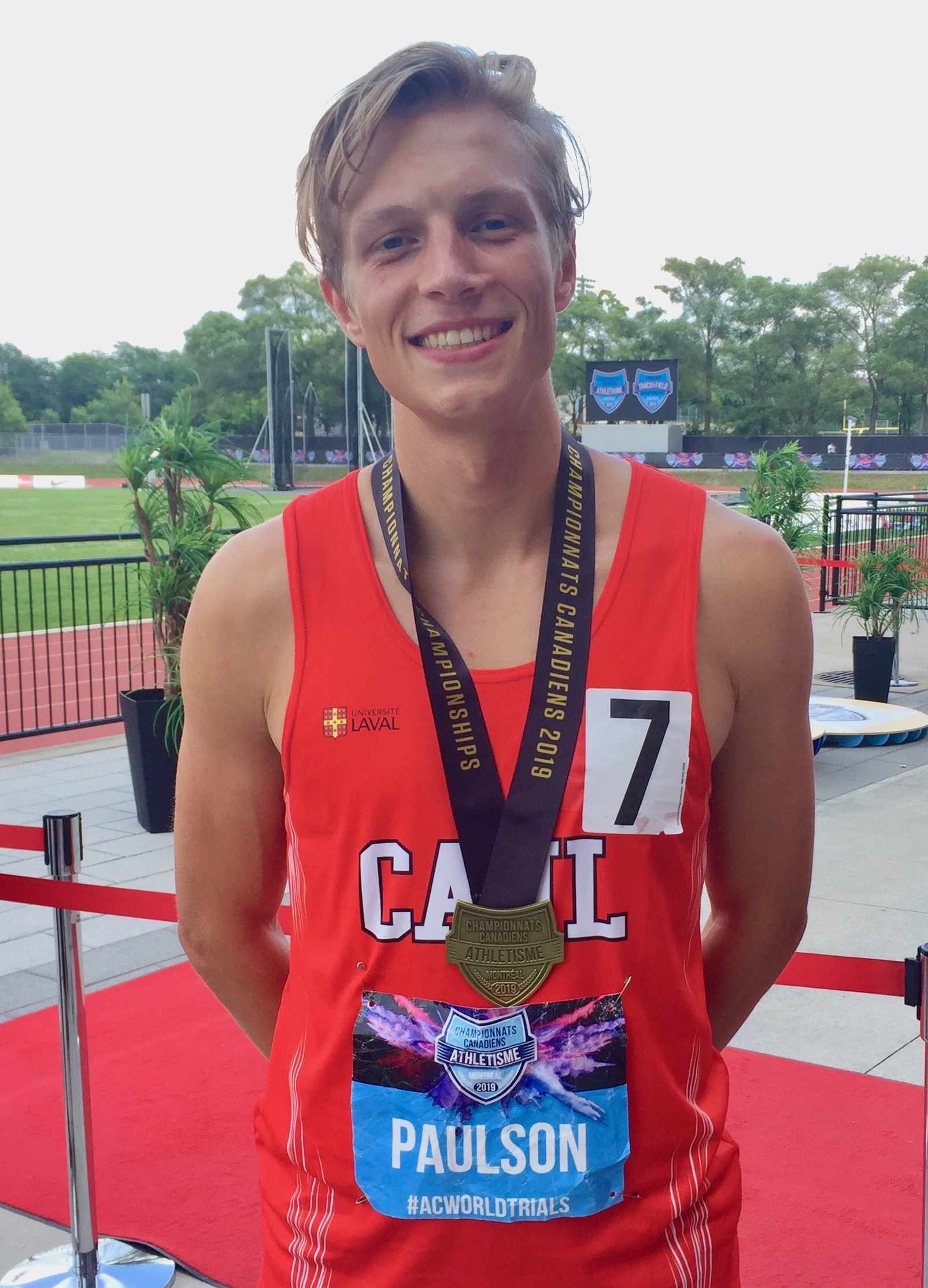
William Paulson – ausgeschieden als Elfter des zweiten Halbfinals
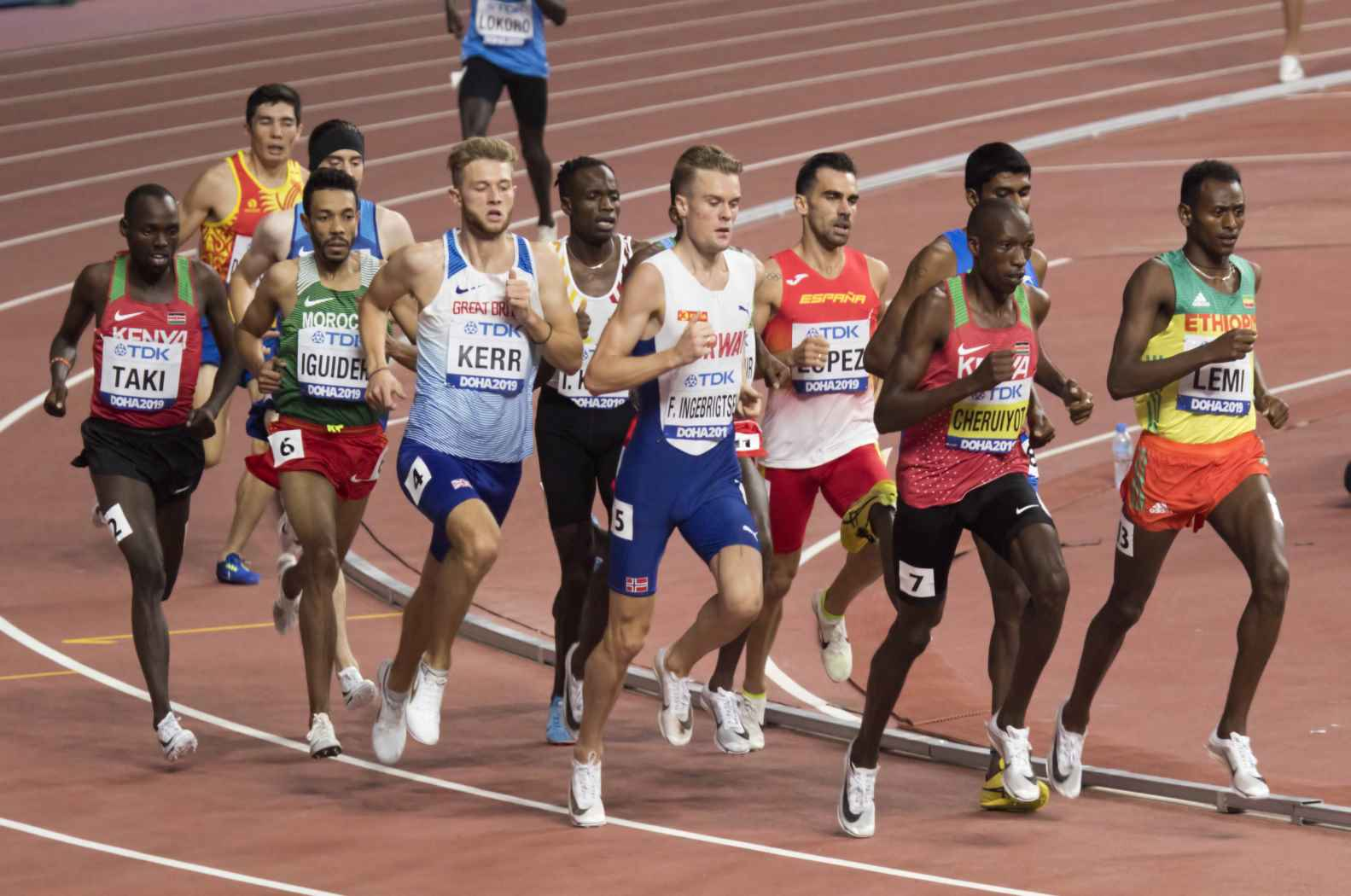
Kumari Taki (hinten links) – ausgeschieden als Zwölfter des zweiten Halbfinals

17. Juli 2022, 19:10 Uhr Ortszeit (18. Juli 2022, 4:10 Uhr MESZ)
| Platz | Name              | Nation         | Zeit (min) |
| ----- | ----------------- | -------------- | ---------- |
| 1     | Abel Kipsang      | Kenia          | 3:33,68    |
| 2     | Mohamed Katir     | Spanien        | 3:34,45    |
| 3     | Jake Wightman     | Großbritannien | 3:34,48    |
| 4     | Teddese Lemi      | Äthiopien      | 3:35,04    |
| 5     | Stewart McSweyn   | Australien     | 3:35,07    |
| 6     | Michał Rozmys     | Polen          | 3:35,27    |
| 7     | Joshua Thompson   | USA            | 3:35,55    |
| 8     | Samuel Tanner     | Neuseeland     | 3:36,32    |
| 9     | Cameron Proceviat | Kanada         | 3:36,83    |
| 10    | Santiago Catrofe  | Uruguay        | 3:40,16    |
| 11    | William Paulson   | Kanada         | 3:40,41    |
| 12    | Kumari Taki       | Kenia          | 3:50,15    |

## Finale

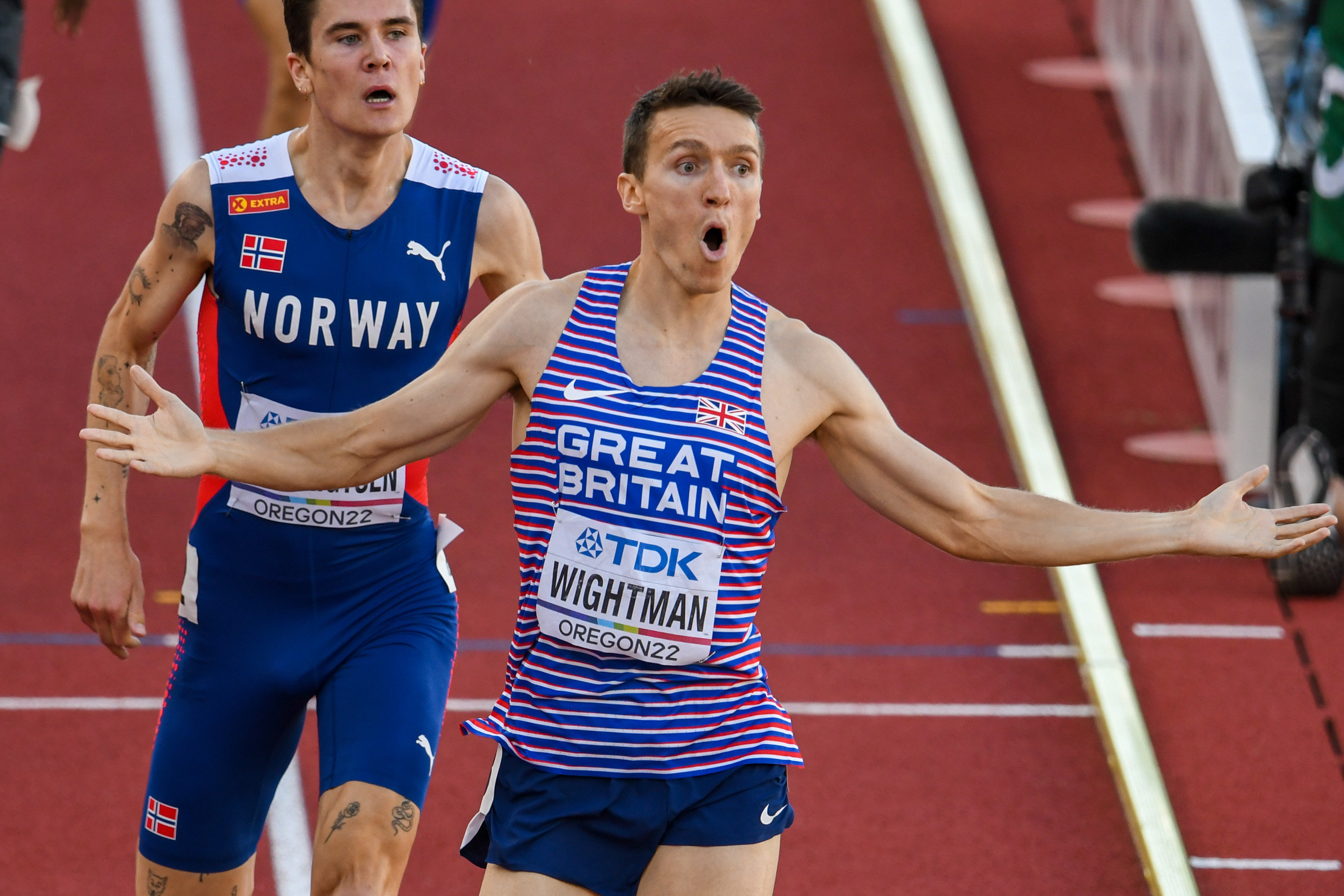
Jake Wightman siegte überraschend vor Jakob Ingebrigtsen

19. Juli 2022, 19:30 Uhr Ortszeit (20. Juli 2022, 4:30 Uhr MESZ)
| Platz | Name               | Nation         | Zeit (min) |
| ----- | ------------------ | -------------- | ---------- |
| 1     | Jake Wightman      | Großbritannien | 3:29,23 WL |
| 2     | Jakob Ingebrigtsen | Norwegen       | 3:29,47    |
| 3     | Mohamed Katir      | Spanien        | 3:29,90    |
| 4     | Mario García       | Spanien        | 3:30,20    |
| 5     | Josh Kerr          | Großbritannien | 3:30,60    |
| 6     | Timothy Cheruiyot  | Kenia          | 3:30,69    |
| 7     | Abel Kipsang       | Kenia          | 3:31,21    |
| 8     | Teddese Lemi       | Äthiopien      | 3:32,98    |
| 9     | Stewart McSweyn    | Australien     | 3:33,24    |
| 10    | Michał Rozmys      | Polen          | 3:34,58    |
| 11    | Ignacio Fontes     | Spanien        | 3:34,71    |
| 12    | Joshua Thompson    | USA            | 3:35,57    |

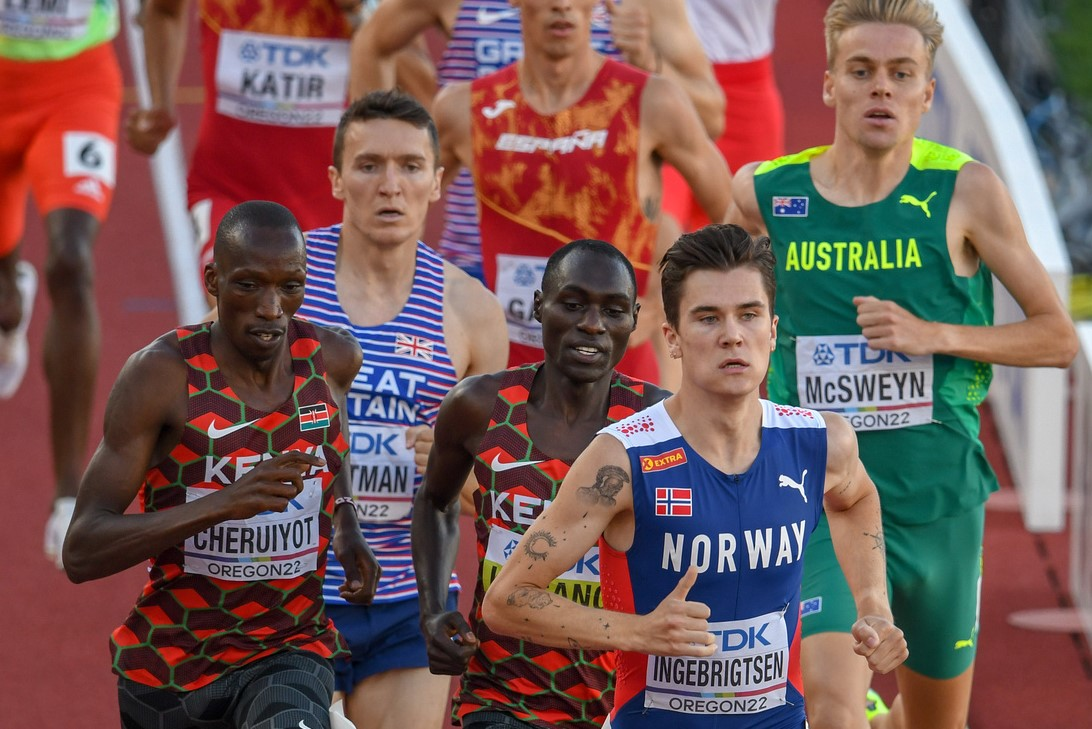
In einem schnellen 1500-Meter-Rennen formierte sich das Feld hier zum Finish
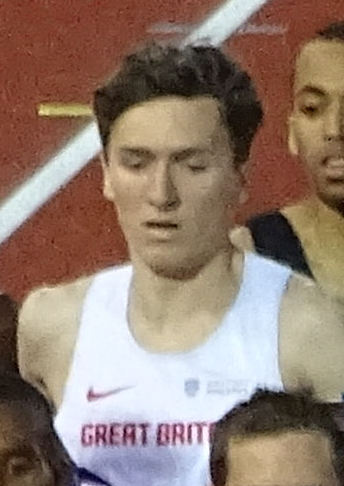
Weltmeister Jake Wightman
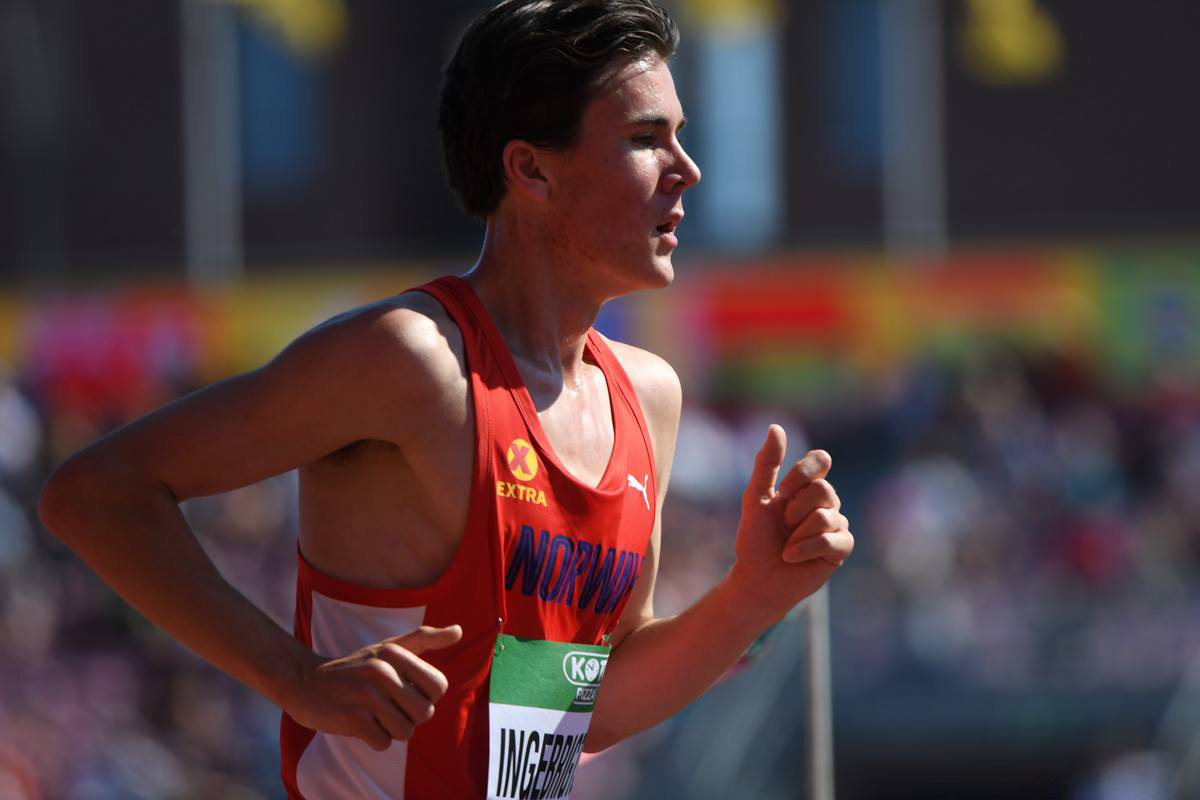
Jakob Ingebrigtsen, fünf Tage später Weltmeister über 5000 Meter, gewann Silber
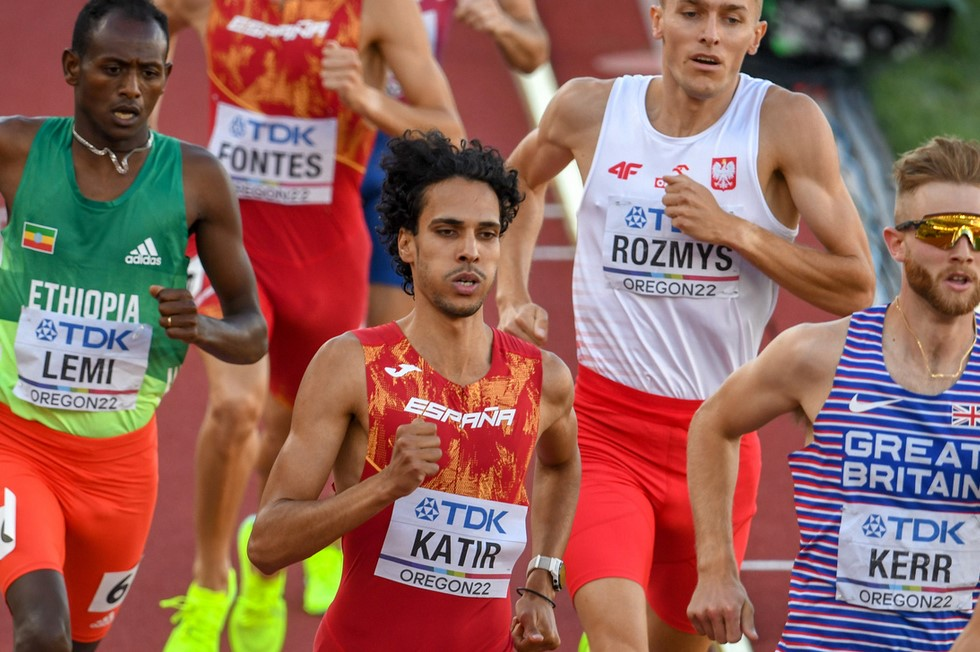
Bronzemedaillengewinner Mohamed Katir – hier im Finale in Eugene

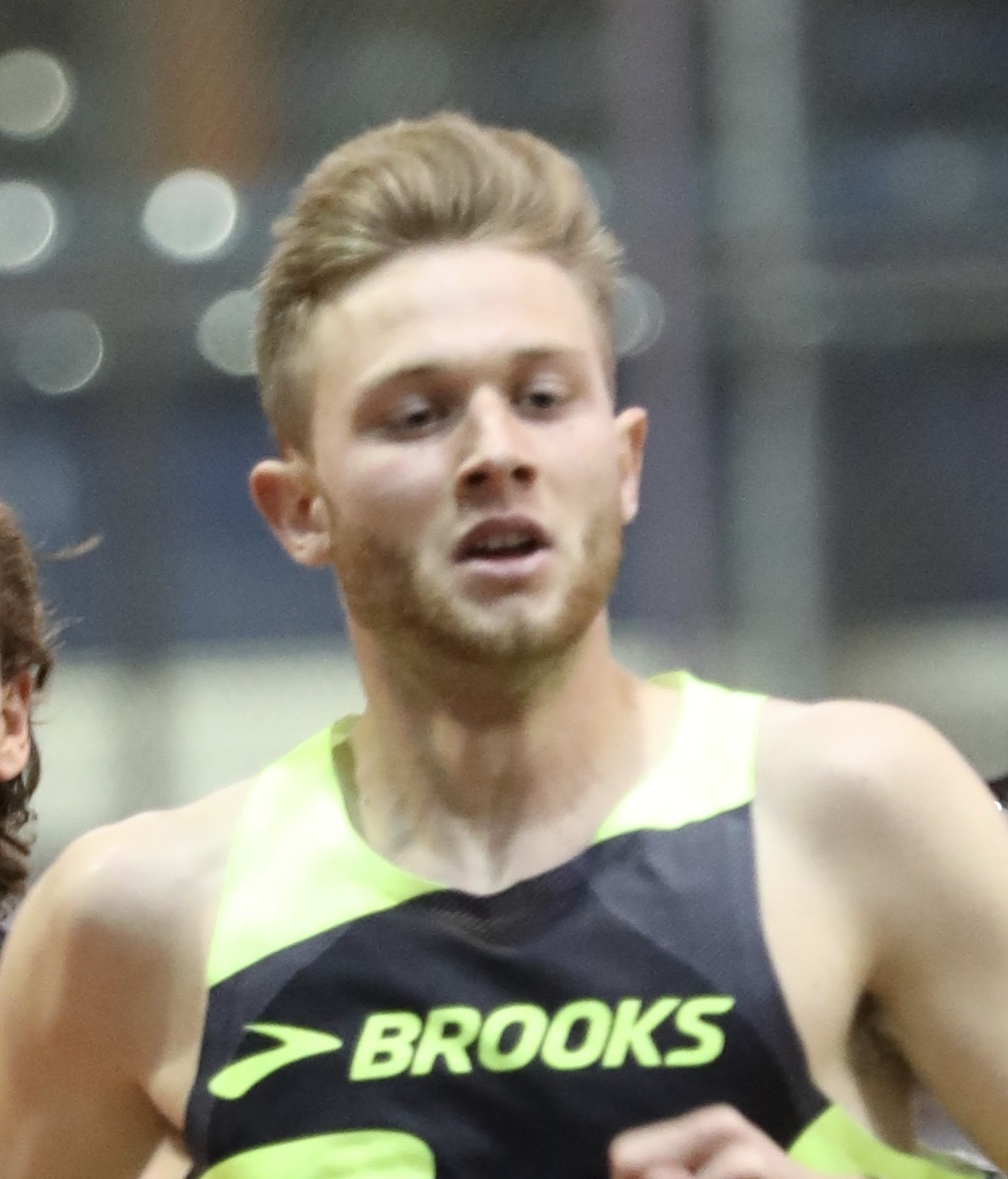
Der fünftplatzierte Josh Kerr
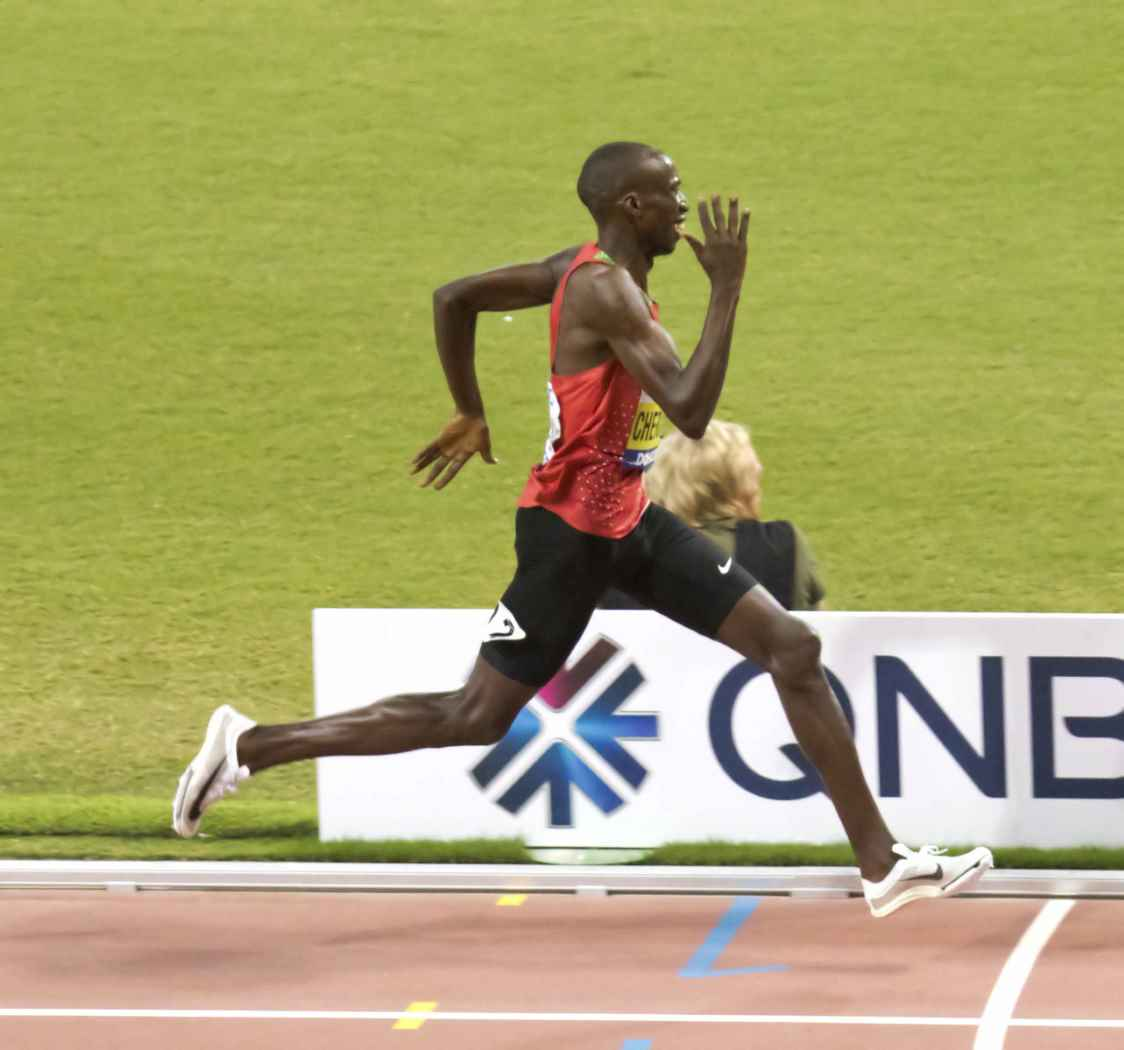
Timothy Cheruiyot belegte Rang sechs
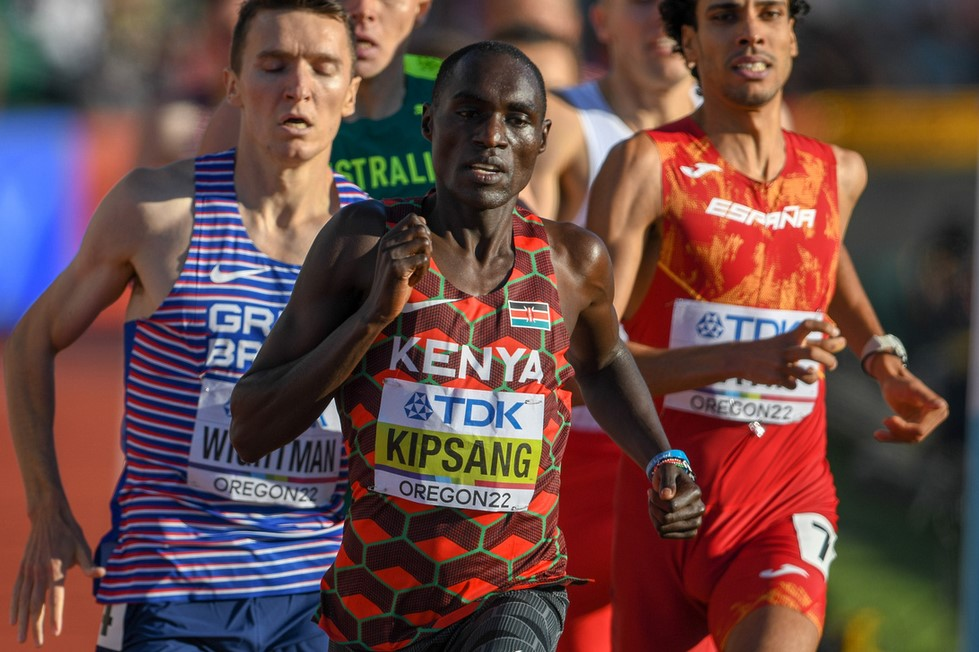
Abel Kipsang – in einer weiteren Szene aus dem 1500-Meter-Finale – kam auf den siebten Platz
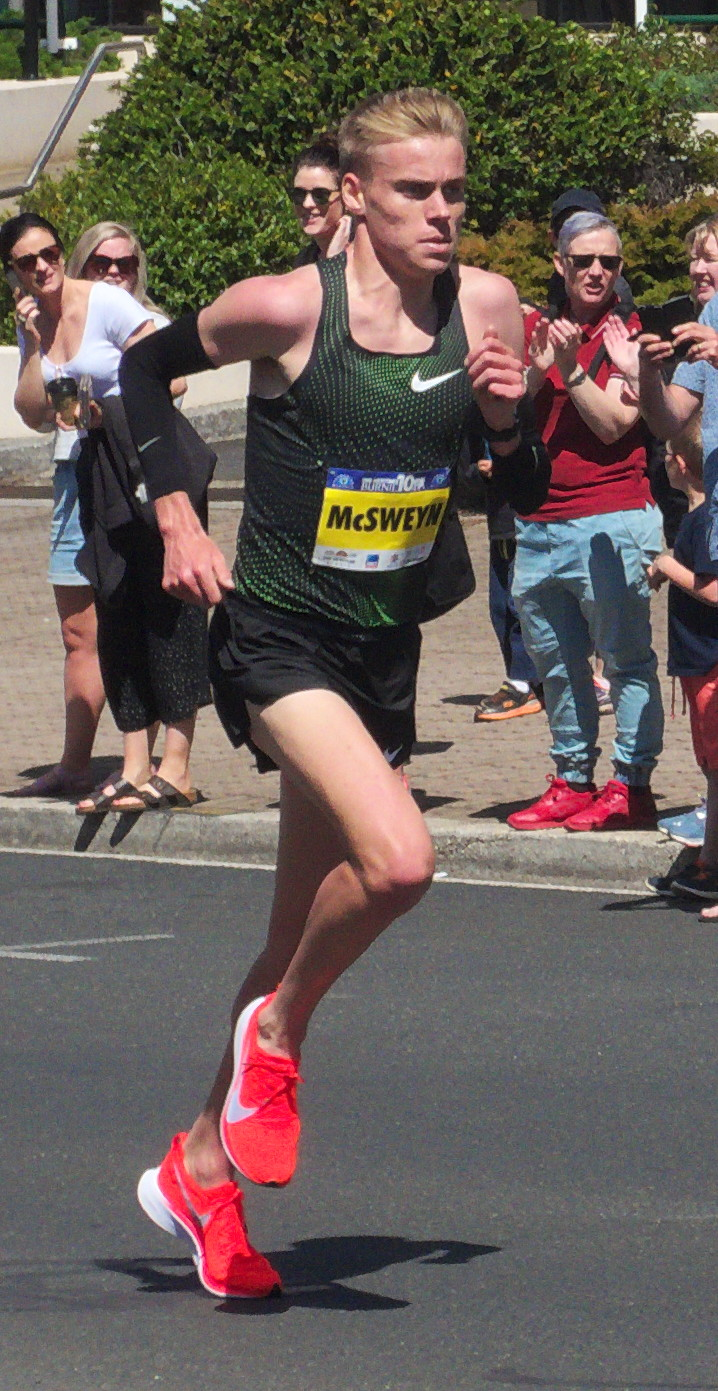
Rang neun für Stewart McSweyn
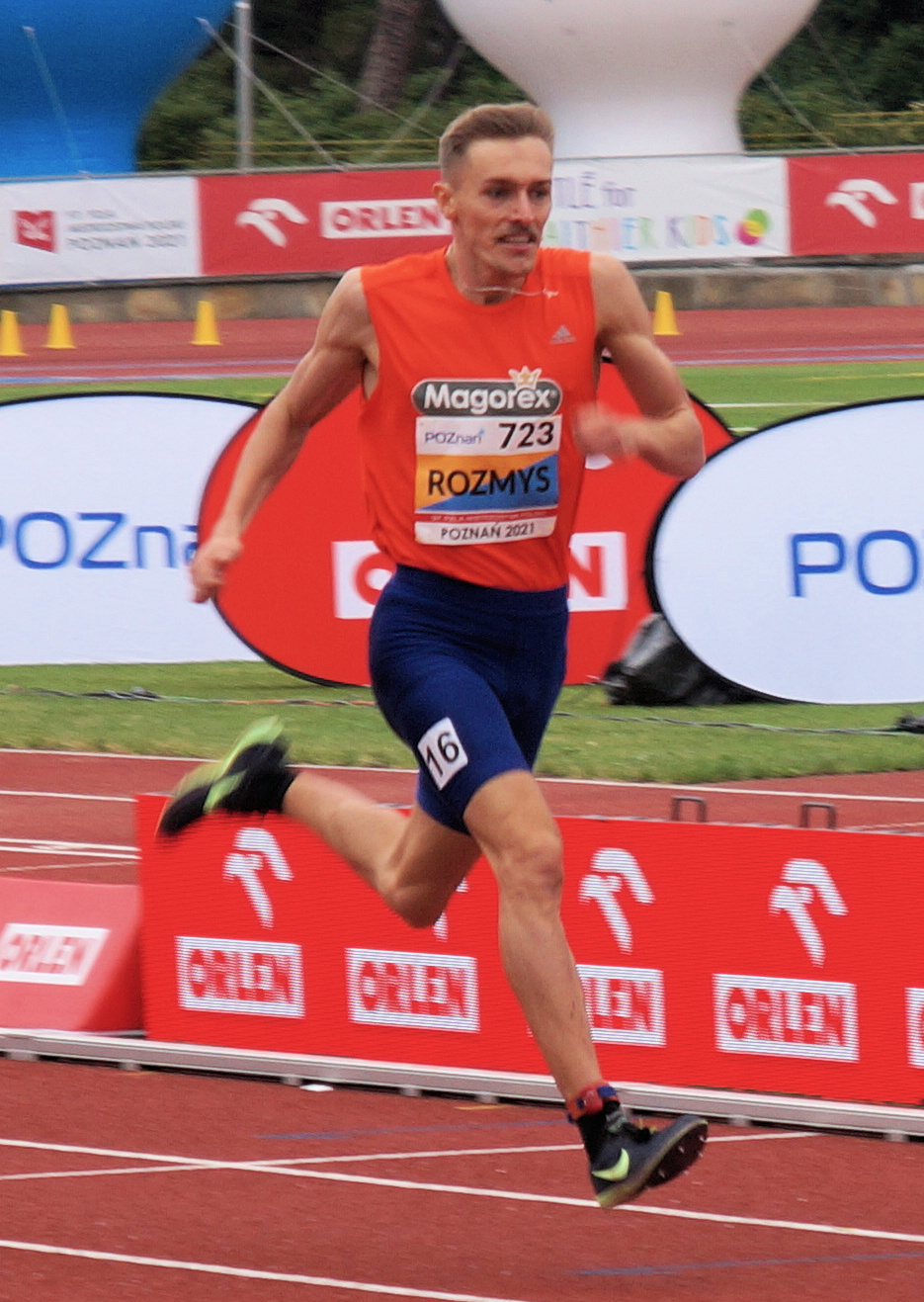
Michał Rozmys erreichte Platz zehn

## Video
- Jake Wightman SHOCKS THE WORLD, Men's 1500 Meter Finals - 2022 World Championships, youtube.com, abgerufen am 4. August 2022